# Pedro Ara Sarriá
Pedro Ara Sarriá (Zaragoza, 29 de junio de 1898-Buenos Aires, 16 de septiembre de 1973) fue un médico español especializado en tanatopraxia (conservación de cadáveres).

## Biografía
Nacido en Zaragoza el 29 de junio de 1898, se licenció en medicina el 1916 por la universidad de su ciudad natal y se doctoró en 1919. Fue profesor en las universidades de Valencia, Cádiz, Madrid y Córdoba (Argentina) e ingresó en la Real Academia Nacional de Medicina el 16 de abril de 1936.
Asignado a la Universidad de Salamanca durante la guerra civil española, fue denunciado por Enrique Suñer Ordóñez, vicepresidente de la Comisión de Cultura y Enseñanza, por sus supuestos vínculos con intelectuales de izquierdas; en este contexto volvió a Argentina en septiembre de 1938 y llegó a ser el agregado cultural de la embajada española en marzo de 1940. Fue absuelto de dichas acusaciones en 1941.
Ara fue el encargado de embalsamar los cuerpos de ilustres personalidades como Manuel de Falla o Eva Perón, encargo por el que cobró 100 000 dólares.
Falleció en Buenos Aires el 16 de septiembre de 1973.